# 1189 Terentia
1189 Terentia è un asteroide della fascia principale del diametro medio di circa 55,88 km. Scoperto nel 1930, presenta un'orbita caratterizzata da un semiasse maggiore pari a 2,9312578 UA e da un'eccentricità di 0,1154378, inclinata di 9,86175° rispetto all'eclittica.
Il suo nome è in onore di Lidija Ivanovna Terent'eva, un'astronoma dell'Osservatorio di Simeiz, in Ucraina.